# Rejon Ałamüdün
Rejon Ałamüdün (kirg. Аламүдүн району; ros. Аламудунский район) – rejon w Kirgistanie w obwodzie czujskim. W 2009 roku liczył 148 032 mieszkańców (z czego 58,5% stanowili Kirgizi, 25,2% – Rosjanie, 3,7% – Ujgurzy, 1,5% – Kazachowie, 1,4% – Uzbecy, 1,3% – Kurdowie) i obejmował 37 218 gospodarstw domowych. Siedzibą administracyjną rejonu jest Lebiedinowka.